# Golmaal
Série Golmaal
Golmaal Returns
(2008)
Pour plus de détails, voir Fiche technique et Distribution.
Golmaal (Golmaal: Fun Unlimited) est un film de comédie de passage à l'âge adulte en langue hindi indien de 2006 réalisé par Rohit Shetty, écrit par Neeraj Vora et produit par Dhilin Mehta sous Shree Ashtavinayak Cine Vision Limited et Parag Sanghvi sous K Sera Sera Private Limited. Premier volet de la série de films Golmaal, il met en vedette Ajay Devgn, Tusshar Kapoor, Arshad Warsi et Sharman Joshi ainsi que Rimi Sen et Paresh Rawal.

## Synopsis
Laxman est un étudiant brillant qui est détourné de ses études par sa bande d'amis espiègles, Gopal, Madhav et Lucky avec qui il partage une chambre malgré le fait que les trois aient été expulsés du collège pendant plus de 10 ans. Gopal est le muscle du groupe, Madhav est le cerveau et Lucky est le bon mais muet. Le quatuor est redevable à un criminel/propriétaire de garage nommé Vasooli, qui les poursuit constamment. Ils utilisent la chambre de l'auberge de Laxman pour leurs activités malicieuses.
Laxman subit la pression de ses pairs pour monter une série d'escroqueries afin de gagner de l'argent pour lui et ses amis et ils sont punis en étant expulsés de l'université. Lors d'une courte halte nocturne dans les bois, chacun d'eux dévoile son passé. La mère de Laxman travaillait comme femme de ménage pour un fonctionnaire du gouvernement. Madhav a eu une enfance difficile, ayant été témoin des disputes constantes entre ses parents. Le père de Lucky l'avait abandonné, lui et sa mère, et s'était remarié. Les beaux-enfants du père de Lucky se moquaient du mutisme de Lucky. Gopal révèle qu'il est un orphelin qui a été élevé à l'orphelinat Jamnadas. Vasooli et sa bande traquent le groupe dans les bois et les poursuivent. Le quatuor trouve alors refuge dans le bungalow d'un couple d'aveugles, Somnath et Mangala, qui attendent leur petit-fils, Sameer, héritant du coffre au trésor de leurs grands-parents paternels caché dans la maison du vieux couple. Gopal se fait passer pour Sameer revenant d'Amérique et entre dans la maison, tandis que les trois autres amis se faufilent cachés. Un jeu du chat et de la souris se déroule alors que le corps de Laxman et la voix de Gopal composent Sameer. Chaque fois que le couple d'aveugles arrive au milieu d'eux, des situations hilarantes surviennent. Entrez Nirali, la fille coquine d'à côté, et le groupe a désormais le temps, le lieu et les « ressources » pour tomber amoureux. Leurs efforts pour gagner le cœur de la dame échouent. Pendant ce temps, un gangster nommé Babli veut voler le coffre du bungalow du couple, mais toutes les tentatives de ses hommes sont involontairement/inconsciemment contrecarrées par le quatuor.
Le quatuor trouve le coffre caché derrière un vieux tableau dans la maison, malgré les supplications de Laxman de ne pas l'ouvrir. Somnath apparaît alors et ouvre le coffre composé de quatre objets : une boîte à boussole, un pistolet jouet, une voiture jouet et une urne contenant des cendres, que Somnath révèle être les cendres de Sameer ; le vrai Sameer, ainsi que ses parents, ont été tués dans un accident de voiture alors qu'ils se rendaient en Inde pour rencontrer ses grands-parents, après que le fils de Somnath ait appris que Somnath et Mangala étaient devenus aveugles de façon permanente dans un accident. Somnath, avec l'aide de son ami, un commissaire de police, se rendit en Amérique et alluma les bûchers de son fils, de sa belle-fille et de son petit-fils, et garda leurs cendres dans l'urne qu'il gardait dans le coffre. Mangala entend toute l'histoire ; elle condamne son mari pour lui avoir menti pendant toutes ces années et pour ne pas lui avoir permis de bercer son petit-fils ou d'allumer les bûchers, tout en critiquant le quatuor pour les avoir trompés et avoir blessé ses sentiments. Babli arrive ensuite avec son gang et révèle plus tard qu'il a caché des diamants dans l'urne que Somnath transportait à son retour en Inde. Pandurang, un assassin précédemment envoyé par Babli qui travaillait comme serviteur du couple d'aveugles, rejoint plus tard le camp de Gopal en entendant la vérité de Sameer et aide à combattre les gangsters, Vasooli étant pris dans l'agitation après avoir finalement suivi le quatuor jusqu'à la maison du couple d'aveugles. Le combat se termine avec Gopal poignardé accidentellement par Babli dans les fesses avec un couteau lorsque ce dernier tente d'attaquer le couple aveugle, et tombe inconscient peu de temps après, mais pas avant d'avertir Madhav, Lucky et Laxman de ne pas toucher le couteau, laissant les trois amis en train de rire. Babli tombe également inconscient après avoir vu du sang couler des fesses de Gopal.
Après avoir été admis à l'hôpital, Gopal se fait retirer le couteau des fesses et Babli est arrêté. Laxman, Gopal, Madhav et Lucky sont ensuite récompensés par dix pour cent de la valeur initiale des diamants pour avoir arrêté Babli. Nirali choisit alors Lucky comme futur mari, disant qu'elle veut un partenaire qui n'écoute qu'elle, et elle a trouvé le véritable amour et la loyauté en lui et lui seul, laissant les trois autres déçus.

## Fiche tichnique
- Titre : Golmaal
- Titre original : Golmaal: Fun Unlimited
- Langue : Hindi
- Réalisateur : Rohit Shetty
- Pays :  Inde
- Dates de sortie :
  - Inde : 14 juillet 2006
  - France : 15 juillet 2006

## Distribution
- Ajay Devgn : Gopal "Gopu" Kumar Santoshi, qui exprime le faux Sameer Bhardwaj
- Tusshar Kapoor : Lucky Gill
- Arshad Warsi : Madhav Singh Ghai
- Sharman Joshi : Laxman Prasad Sharma, qui joue le rôle du faux corps de Sameer
- Rimi Sen : Nirali
- Paresh Rawal : Somnath Bhardwaj, le grand-père de Sameer.
- Sushmita Mukherjee : Mangala Bhardwaj, la grand-mère de Sameer.
- Manoj Joshi : Harishchandra Ramchandra Mirchandani alias HaRaMi, doyen de l'institut Laxman.
- Mukesh Tiwari : Vasooli
- Sanjay Mishra : Babli Bhai, un don
- Farid Amiri : Monty, l'ami de Nirali.
- Vrajesh Hirjee : Pandu Ranga, l'ancien serviteur de Somnath et Managala
- Siddharth Jadhav : Sattu Supari, le tueur à gages de Babli Bhai.

## Bande sonore
La bande originale du film est composée par Vishal-Shekhar, avec des paroles de Kumaar; Vishal Dadlani a écrit les paroles de « Aage Peeche ».
| Chanson                              | Chanteur(s)                       |
| ------------------------------------ | --------------------------------- |
| "Golmaal" (chanson titre)            | Anushka Manchanda, Vishal Dadlani |
| "Aage Peeche"                        | Shekhar Ravjiani, Sneha Pant      |
| "Mast Malang"                        | Kunal Ganjawala, Vishal Dadlani   |
| "Rehja Re"                           | Javed Ali et Sunidhi Chauhan      |
| "Golmaal OO"                         | Shaan et KK, Vishal Dadlani       |
| "Golmaal" (Remix par Akbar Sami)     | Anushka Manchanda, Vishal Dadlani |
| "Aage Peeche" (Remix par Akbar Sami) | Shekhar Ravjiani, Sneha Pant      |
| "Rehja Re" (Remix par Akbar Sami)    | Javed Ali et Sunidhi Chauhan      |
| "Golmaal OO" (Remix par Akbar Sami)  | Shaan et KK, Vishal Dadlani       |
| "Golmaal" (Thème)                    | Instrumental                      |